# Archieparquía de Trípoli de los melquitas
La archieparquía de Trípoli de los melquitas (en latín: Archieparchia Tripolitana Graecorum Melkitarum y en árabe: أبرشية صيدا للروم الملكيينأبرشية طرابلس للروم الملكيين الكاثوليك‎) es una circunscripción eclesiástica de la Iglesia católica en Líbano. Se trata de una archieparquía greco-melquita católica, sufragánea de la archieparquía de Tiro de los melquitas. Desde el 9 de julio de 2013 su archieparca es Eduard Daher, de la Orden basiliana de San Juan Bautista.

## Territorio y organización
La archieparquía tiene 2025 km² y extiende su jurisdicción sobre los fieles de rito bizantino greco-melquita residentes en las gobernaciones de Líbano Norte y Akkar (separada de la primera en 2003). La archieparquía está dentro del territorio propio del patriarcado de Antioquía de los melquitas.
La sede de la archieparquía se encuentra en la ciudad de Trípoli, en donde se halla la Catedral de San Jorge, edificada en 1835.
En 2020 en la archieparquía existían 13 parroquias:
- Catedral de San Jorge, en Trípoli
- Nuestra Señora de la Anunciación, en el puerto de Trípoli (El Mina)
- San José, en Miniara
- Iglesia de la Santa Cruz, en Chadra
- Nuestra Señora de la Asunción, en Aydamun
- Nuestra Señora de la Liberación, en Cheikh Mohammad
- Nuestra Señora de la Anunciación y San Simeón, en Duma
- San Jorge, en Adbol

Sin iglesia propia (ceremonias en iglesias maronitas): 
- San Elías, en Tleil
- Nuestra Señora de la Unidad, en Dahr-al-Ain
- Santa Rita, en Trípoli
- Profeta Elías el Zelote, en construcción, en Chekka
- San Pedro y San Pablo, en Batrún

## Historia

### Sede antigua
Según la tradición, la diócesis Trípoli de Fenicia fue fundada en la época apostólica y san Marón fue elegido como primer obispo por el apóstol Pedro, quien pasó por la ciudad camino a Antioquía. El Martirologio romano conmemora al soldado san Leoncio el 18 de junio.
En tiempos del emperador Adriano una agitación anticristiana en Trípoli dejó como mártires a los santos Lorenzo, Ipatio, Tributo y Teodolo. Durante el reinado del emperador Diocleciano se sumaron más mártires: Luciano, Pablo, Metropio Zetopio y Dionisio.
Es una sede antigua ya conocida en el siglo IV, ya que la firma de su primer obispo documentado históricamente, Elanico (Hellanicus), aparece en las actas del Concilio de Nicea I en 325. Tras ser desterrado después de que los arrianos lo denunciaran, están documentados otros dos obispos arrianos, o de tendencias arrianas, Teodosio e Ireneo; este último participó en el Concilio de Seleucia en 359. Cómodo participó del Concilio de Éfeso en 431, apoyando al bando monofisita. Teodoro intervino en el Concilio de Calcedonia en 451 y en 458 firmó la carta de los obispos de Fenicia Prima al emperador León tras el asesinato del patriarca alejandrino Proterio. Finalmente los obispos Esteban y Leoncio son mencionados en la vida de san Eutimio.
Perteneció a la provincia romana de Fenicia Primera en la diócesis civil del Oriente. Formaba parte del patriarcado de Antioquía y era una diócesis sufragánea del metropolitanato de Tiro.
En la época de las Cruzadas, Trípoli fue capturada en 1109 por los cristianos y fue la sede de una diócesis de rito latino, ya que antes de 1137 se conoce a su obispo Gerardo. La diócesis era sufragánea del patriarcado latino de Antioquía y perduró hasta que Trípoli fue capturada por el sultán mameluco Qalawun a los cruzados en 1289. 
Durante el dominio musulmán la sede de Trípoli pasó a ser parte de la Iglesia ortodoxa de Antioquía y es mencionada como metropolitanato por el patriarca de Constantinopla Filoteo (entre 1354 y 1376) al momento de la elección del patriarca de Antioquía y metropolitano de Damasco Pacomio I. También es mencionada en 1700 por el patriarca de Alejandría Gerasimo Pallade y hoy continúa existiendo como arquidiócesis greco-ortodoxa de Trípoli y Koura y dependencias.

### Sede actual
La división permanente de la Iglesia melquita de Antioquía tuvo lugar en 1724, separándose la parte católica de la ortodoxa. El área de Trípoli y Latakia fue gobernada por un vicario patriarcal (protosincelo) desde 1836, por lo que estaba asociada a la archieparquía de Damasco (sede patriarcal). En el sínodo melquita de Jerusalén en 1849 participó su vicario como obispo titular de Trípoli.
La eparquía de Trípoli fue restaurada el 21 de marzo de 1897.
El 28 de abril de 1961 cedió la parte de su territorio perteneciente a Siria para la erección de la archieparquía de Latakia de los melquitas mediante la bula Qui Dei consilio del papa Juan XXIII.
El 18 de noviembre de 1964 fue elevada al rango de archieparquía.
En 1969 el Sínodo melquita decidió trasladar el distrito de Batrún, que formaba parte del archieparquía de Beirut y Jbeil, a la sede de Trípoli. Desde ese momento, la archieparquía cubrió toda la gobernación de Líbano Norte, de la que en 2003 se separó la gobernación de Akkar.

## Estadísticas
Según el Anuario Pontificio 2021 la archieparquía tenía a fines de 2020 un total de 10 000 fieles bautizados.
| Año                                                                             | Población            | Población | Población      | Sacerdotes | Sacerdotes    | Sacerdotes    | Bautizados por sacerdote | Diáconos permanentes | Religiosos | Religiosos | Parroquias |
| Año                                                                             | Bautizados católicos | Total     | % de católicos | Total      | Clero secular | Clero regular | Bautizados por sacerdote | Diáconos permanentes | Varones    | Mujeres    | Parroquias |
| ------------------------------------------------------------------------------- | -------------------- | --------- | -------------- | ---------- | ------------- | ------------- | ------------------------ | -------------------- | ---------- | ---------- | ---------- |
| 1950                                                                            | 8000                 | 226 659   | 3.5            | 18         | 13            | 5             | 444                      |                      |            |            | 19         |
| 1970                                                                            | 135 000              | 425 000   | 31.8           | 8          | 6             | 2             | 16 875                   |                      | 2          | 16         | 11         |
| 1980                                                                            | 6250                 | ?         | ?              | 7          | 7             |               | 892                      |                      |            | 15         | 12         |
| 1990                                                                            | 7000                 | ?         | ?              | 12         | 11            | 1             | 583                      |                      | 1          | 19         | 11         |
| 1998                                                                            | 7000                 | ?         | ?              | 9          | 8             | 1             | 777                      |                      | 1          | 14         | 11         |
| 2002                                                                            | 10 000               | ?         | ?              | 6          | 6             |               | 1666                     |                      |            |            | 15         |
| 2003                                                                            | 10 000               | ?         | ?              | 6          | 6             |               | 1666                     |                      |            | 17         | 15         |
| 2004                                                                            | 10 000               | ?         | ?              | 6          | 6             |               | 1666                     |                      |            | 17         | 15         |
| 2009                                                                            | 10 000               | ?         | ?              | 7          | 7             |               | 1428                     |                      |            | 17         | 15         |
| 2010                                                                            | 10 000               | ?         | ?              | 6          | 6             |               | 1666                     |                      |            | 17         | 15         |
| 2012                                                                            | 10 000               | ?         | ?              | 7          | 7             |               | 1428                     |                      |            | 11         | 13         |
| 2017                                                                            | 10 000               | ?         | ?              | 7          | 7             |               | 1428                     |                      |            | 11         | 13         |
| 2020                                                                            | 10 000               | ?         | ?              | 7          | 7             |               | 1428                     |                      |            | 11         | 13         |
| Fuente: Catholic-Hierarchy, que a su vez toma los datos del Anuario Pontificio. |                      |           |                |            |               |               |                          |                      |            |            |            |

## Episcopologio

### Obispos de la sede antigua
- Marón † (siglo I)
- Elanico † (mencionado en 325)
- Teodosio † (obispo arriano)
  - Irineo † (mencionado en 359) (obispo arriano)
- Cómodo † (mencionado en 431)
- Teodoro † (antes de 451-después de 458)
- Esteban †
- Leoncio †

### Vicarios patriarcales (protosincelos)
- Athanase Toutounji † (1836-1874)
- Paul Moussadiyé † (1880-1895)
- Archimandrita Flavien Cyrille Kfoury † (1895-1897)

### Obispos de la sede actual
- Joseph Dumáni, B.S. † (21 de marzo de 1897-4 de diciembre de 1922 falleció)
- Joseph Kallas † (4 de abril de 1923-9 de diciembre de 1960 falleció)
- Augustin Farah † (7 de marzo de 1961-25 de agosto de 1977 nombrado archieparca de Zahlé y Furzol)
- Elias Nijmé, B.A. † (7 de febrero de 1978-5 de agosto de 1995 retirado)
- George Riashi, B.C. † (28 de julio de 1995-3 de marzo de 2010 retirado)
  - Sede vacante (2010-2013)
- Eduard Daher, B.C., desde el 9 de julio de 2013